# Ira Sharkansky
Ira Sharkansky (* 25. November 1938 in Fall River, Massachusetts) ist ein US-amerikanischer Politikwissenschaftler und Hochschullehrer.

## Leben und Wirken
Ira Sharkansky studierte Politikwissenschaft an der Wesleyan University und schloss dort sein Studium 1960 mit dem Bachelorgrad ab. 1961 erwarb er den Magistergrad an der University of Wisconsin-Madison und promovierte dort 1964 zum Ph.D. Anschließend war er zunächst als wissenschaftlicher Assistemnt an der Ball State University im Bundesstaat Indiana tätig, von 1965 bis 1966 an der Florida State University und von 1966 bis 1968 an der University of Georgia. Eine außerordentliche Professur für Politikwissenschaft hatte er bis 1971 an der University of Wisconsin-Madison inne, wo er anschließend eine ordentliche Professur erhielt. Im Jahre 1975 wechselte er auf eine Professur an der Hebräischen Universität Jerusalem, die er bis zu seinem Ruhestand 2005 innehatte.
1979 wurde er Mitglied der National Academy of Public Administration.
In seinen zahlreichen Veröffentlichungen hat sich Ira Sharkansky zunächst mit dem politischen System der USA beschäftigt, vor allem mit den politischen Entscheidungsprozessen. Später arbeitete er vor allem über Politik und Gesellschaft in Israel.

## Veröffentlichungen (Auswahl)
- Spending in American states. Rand MacNally, Chicago 1968.
- The politics of taxing and spending. Bobbs-Merrill, Indianapolis 1969.
- The routines of politics (= New perspectives in political science. Bd. 25). van Nostrand, New York 1970.
- mit Robert L. Lineberry: Urban politics and public policy. Harper Row, New York 1971 (3. Aufl. 1978, ISBN 0-06-044029-5).
- Public Administration. Policy-making in government agencies. 2. Auflage. Markham, Chicago 1972.
- The maligned states. Policy, accomplishments, problems and opportunities. McGraw-Hill, New York 1972.
- mit Donald S. VanMeter: Policy and politics in American government. McGraw-Hill, London 1975.
- The United States. A study of a developing country.  D. McKay Co, New York 1975, ISBN 0-679-30287-5.
- mit George C. Edwards: The policy predicament. Making and implementing public policy. Freeman, San Francisco 1978, ISBN 0-7167-0019-0.
- Wither the state? Politics and public enterprise in three countries. Chatham House Publ. Chathan, NJ 1979, ISBN 0-934540-01-2.
- The United States revisited. A study of a still developing country. Longman, New York 1982, ISBN 0-582-28249-7.
- What makes Israel tick?  How domestic policy-makers cope with constraints. Nelson-Hall, Chicago 1985, ISBN 0-8304-1106-2.
- The political economy of Israel. Transaction Books, New Brunswick, NJ 1987, ISBN 0-88738-117-0.
- Ancient and modern Israel. An exploration of political parallels. State University of New York Press, Albany, NY 1991, ISBN 0-7914-0548-6.
- Rituals of conflict. Religion, politics, and public policy in Israel. Lynne Rienner, Boulder, Colo. 1996, ISBN 1-55587-678-1.
- Israel and its Bible. A political analysis. Garland Pub., New York 1996, ISBN 0-8153-2021-3.
- Governing Jerusalem. Again on the world's agenda. Wayne State University Press, Detroit, Mich.1996, ISBN 0-8143-2592-0.
- Policy making in Israel. Routines for simple problems and coping with the complex. University of Pittsburgh Press, Pittsburgh 1997, ISBN 0-8229-5633-0.
- Ambiguity, coping and governance. Israeli experiences in politics, religion, and policymaking. Praeger, Westport, Conn. 1999, ISBN 0-275-96718-2.
- The politics of religion and the religion of politics. Looking at Israel. Lexington Books, Lanham, Md. 2000, ISBN 0-7391-0109-9.
- Politics and policymaking. In search of simplicity. Lynne Rienner, Boulder, Colo. 2002, ISBN 1-58826-084-4.
- Coping with terror. An Israeli perspective. Lexington Books, Lanham, Md. 2003, ISBN 0-7391-0684-8.
- Governing Israel. Chosen people, promised land & prophetic tradition. Transaction Publ., New Brunswick 2005, ISBN 0-7658-0277-5.
- mit Gedalia Auerbach: Politics and planning in the Holy City. Transaction Publ., New Brunswick 2007, ISBN 0-7658-0381-X.
- Corruption again, and again not decisive. In: Israel Affairs. Bd. 16 (2010), S. 165–178.
- Policy analysis under intense pressures. In: Gila Menahem, Amos Zehavi (Hrsg.): Policy analysis in Israel. Policy Press, Bristol 2016, ISBN 978-1-4473-0804-1, S. 21–36.